# Allium graveolens
Allium graveolens — вид рослин з родини амарилісових (Amaryllidaceae); ендемік Ірану.

## Поширення
Ендемік західного і центрально-західного Ірану.